# Ержабек, Антонин
Антонин Ержабек (чеш. Antonín Jeřábek; род. 24 июня 1982 года) — чешский хоккейный судья.

## Карьера
С 2006 года он работал в чешской   Экстралиге. В сезоне 2012/2013 был признан лучшим судьёй чемпионата.  С 2014 года являлся судьёй Континентальной хоккейной лиги   (ранее он уже работал в КХЛ с сезона 2009/10, но в качестве приглашённого арбитра), где стал первых арбитром из Чехии. После сезона 2017/18 он вернулся обратно в Экстралигу.
Ержабек судит матчи  чемпионатов мира по хоккею с 2012 года, неоднократно работал на финалах.
Он был выбран для работы на зимних Олимпийских играх 2014 года в Сочи  и на зимних Олимпийских играх 2018 года в Пхёнчхане.